# Irina Ratouchinskaïa
Irina Borisovna Ratouchinskaïa (russe : Ири́на Бори́совна Ратуши́нская ; 4 mars 1954, Odessa – 5 juillet 2017, Moscou) est une dissidente, poète et écrivaine soviétique puis russe.

## Éducation
Irina Ratouchinskaïa est née à Odessa, en Ukraine le 4 mars 1954. Son père était Boris Leonidovitch, un ingénieur, et sa mère était Irina Valentinovna Ratouchinski, une professeure de littérature russe. Sa famille maternelle est originaire de Pologne, et son arrière-grand-père fut déporté en Sibérie, peu de temps après l'insurrection de Janvier contre la conscription forcée dans l'Armée russe en 1863. Ratouchinskaïa fait ses études à l'université d'Odessa et obtient une maîtrise en physique en 1976. Avant l'obtention de son diplôme, elle enseigne dans une école primaire d'Odessa à de 1975 à 1978.

## Persécution politique
Le 17 septembre 1982, Ratouchinskaïa est arrêtée pour agitation anti-soviétique. En avril 1983, elle est reconnue coupable d'« agitation exercée dans un but de détourner ou d'affaiblir le régime Soviétique », et condamnée à sept ans dans le camp de travail de Doubravlag suivi de cinq ans d'exil intérieur. Après avoir fait trois ans et demi d'emprisonnement, dont un an en isolement dans une cellule non chauffée, alors que dans cette région, la température peut descendre en dessous de −40 °C, elle est libérée le 9 octobre 1986 à la veille du sommet de Reykjavik en Islande entre le Président Ronald Reagan et Mikhaïl Gorbatchev.
Pendant son emprisonnement, Ratouchinskaïa continue d'écrire de la poésie. Ses œuvres précédentes étaient en général centrées sur l'amour, la théologie chrétienne, et la création artistique, et non pas sur la politique comme le déclarait ses accusateurs. Ses œuvres écrites en prison, écrites avec une allumette sur du savon, puis mémorisées et enfin, lavées. Ces poèmes furent au nombre d'environ 250. Ils parlent des droits de l'homme, de la liberté, la liberté politique et de la beauté de la vie. Ses mémoires, Grey is the Colour of Hope (russe : Серый — цвет надежды), racontent son expérience de la prison. Ses poèmes parlent des difficultés et des horreurs de la vie en prison. Ratouchinskaïa est une membre du PEN International, qui la suit pendant toute son incarcération.

## Exil
En 1987, Ratouchinskaïa déménage aux États-Unis, où elle reçoit le prix de la Liberté Religieuse de l'Institut sur la religion et la démocratie. Dans la même année, Irina et son mari sont privés de la citoyenneté soviétique par le Politburo. Elle est invitée en résidence à l'université Northwestern en 1987 et 1989. Elle part ensuite pour Londres où elle reste jusqu'en décembre 1998, année où la famille retourne en Russie pour la première fois.
Ratouchinskaïa meurt à Moscou le 5 juillet 2017 d'un cancer. Lui survivent son mari, le militant pour les droits humains Igor Gerachchenko et leurs deux fils.

## Œuvres
- Poems/Cтихи/Poèmes. 1984, Hermitage.  (ISBN 0-938920-54-5).
- A Tale of Three Heads/сказка о трех головах. 1986, Hermitage.  (ISBN 0-938920-83-9).
- No, I'm Not Afraid, trans David McDuff, 1986, Bloodaxe.  (ISBN 0-906427-95-9).
- Beyond the Limit. trans. Frances Padorr Brent, Carol J. Avins. 1987, Northwestern University.  (ISBN 0-8101-0748-1).
- Pencil Letter. trans. various, 1989, Bloodaxe/Hutchinson, Royaume-Uni  (ISBN 1-85224-050-4); Alfred A. Knopf, États-Unis.  (ISBN 0-39457-170-3).
- Fictions and Lies. trans. Alyona Kojevnikova. 1999, John Murray.  (ISBN 0-7195-5685-6).
- Grey Is the Color of Hope. 1989, Vintage.  (ISBN 0-679-72447-8).
- In the Beginning. 1991, Sceptre.  (ISBN 0-340-55083-X).
- Dance With a Shadow. trans. David McDuff. 1992, Bloodaxe.  (ISBN 1-85224-232-9).
- The Odessans. 1996, Sceptre.  (ISBN 0-340-66563-7).
- Wind of the Journey. 2000, Cornerstone Pr Chicago.  (ISBN 0-940895-44-7).

## Adaptations
- Sally Beamish a mis certains de ses poèmes en musique (No, I'm not afraid, 1998).